# Росас, Мануэла

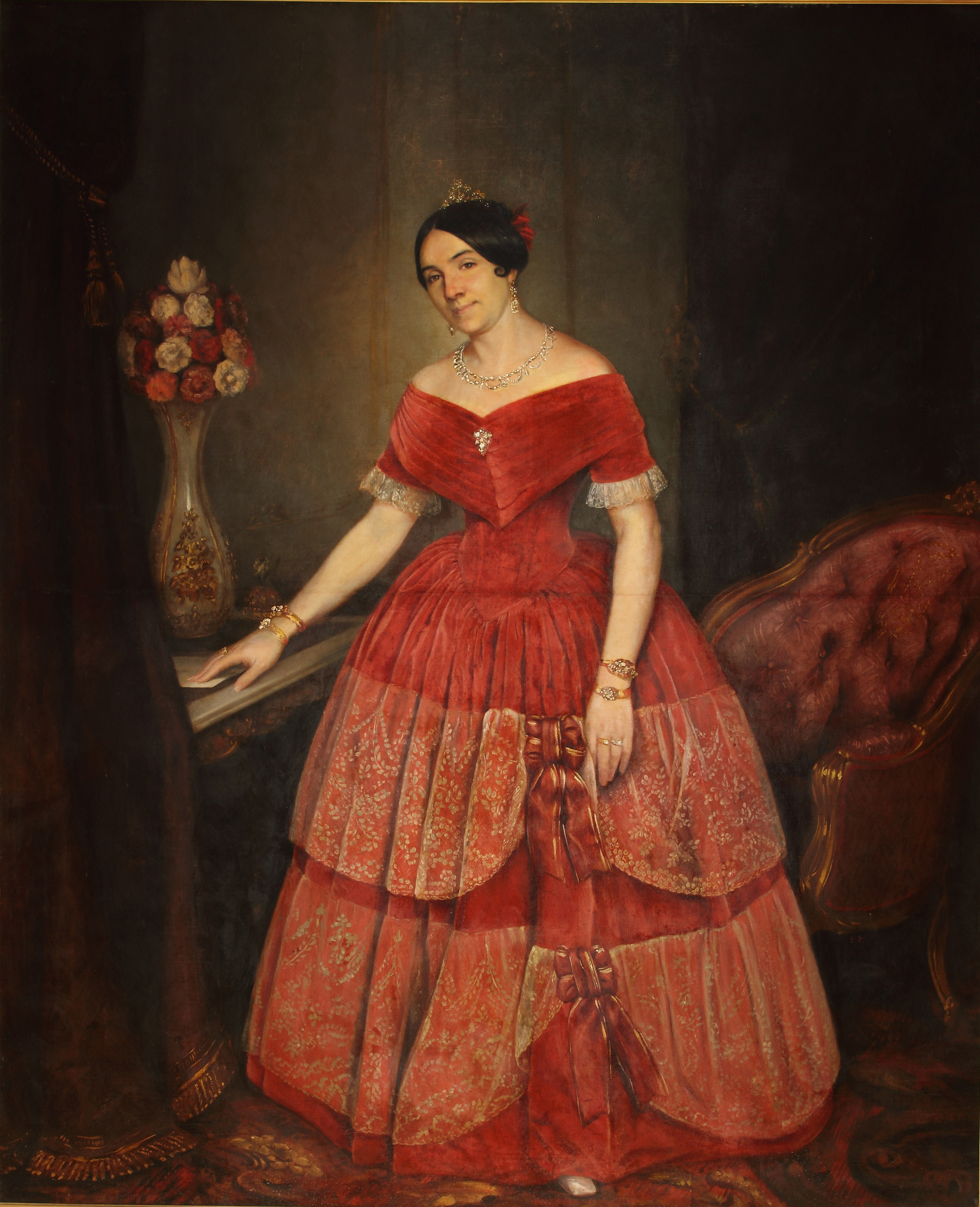
«Мануэлита»

Мануэла де Росас (исп. Manuela de Rosas; 24 мая 1817, Буэнос-Айрес — 17 сентября 1898, Лондон), также известная как Мануэлита де Росас (исп. Manuelita de Rosas), — аргентинская политическая деятельница. Она родилась в Буэнос-Айресе в семье Хуана Мануэля де Росаса и Энкарнасьон Эскурры.

## Детство
Мануэла де Росас росла в семье Хуана Мануэля де Росаса, генерал-капитана (губернатора) Буэнос-Айреса, власть которого всё больше принимала форму диктаторской, её мать также пользовалась большим влиянием в местной политике. Это создало уникальную домашнюю обстановку для взросления Мануэлы. По замечанию Монтейру Лобату «дом Мануэлиты был странной смесью любви без нежности и дружеского общения без деликатности».
Она представлялась в обществе Аргентины в образе принцессы. В сочетании с интеллектом Мануэлы ещё больше усиливался образ её куда менее дипломатичного отца. По некоторым утверждениям, что её воспитание стало причиной беспрекословной преданности своему отцу. Когда мать Мануэлы умерла, она приобрела более высокий статус, который занимала Энкарнасьон Эскурра.

## Политическая деятельность
Мануэла пошла по стопам своей матери, играя активную роль в политике Аргентины. Хуан Мануэль де Росас полагался на свою дочь как на своё связующее звено с внешним миром. Отчасти это было связано с тем, что ему было опасно находиться на публике из-за своих врагов. Мануэла преуспела в этой своей роли в глазах общественности.
Её участие в делах отца началось ещё в те времена, когда Мануэла была маленькой девочкой, развлекавшей его гостей. Став взрослой, она принимала иностранных дипломатов и правительственных чиновников. Мануэла могла разговаривать по-французски с европейцами и была также искусной пианисткой. Кроме того, она преуспела в создании различных групп поддержки своего отца в Аргентине. В то время как Хуан Мануэль был символом силы власти, его дочь представляла более тонкую силу, дополнявшую его.
У Мануэлы было множество женихов, но Хуан Мануэль де Росас решил, что для неё будет лучше остаться «Ла-Ниньей» (исп. La Niña) для всего Буэнос-Айреса. Он заставил её поклясться, что она никогда не выйдет замуж, а взамен он сам никогда не женится снова. Позднее, в Саутгемптоне, она вышла замуж за сына старого компаньона своего отца, Максимо Терреро. У них было двое детей: Мануэль Максимо Хуан Непомусено и Родриго Томас Терреро-и-Росас. Её сын Мануэль женился на английской суфражистке Джени Бедалл в 1885 году. Из-за нарушения своего обещания, отец так и не простил её. Несмотря на это, когда Хуан Мануэль де Росас был в изгнании и просил её не поддерживать с ним контакт, она оставалась верной ему и отправляла ему письма.

## Последние годы
Мануэла умерла в Лондоне 17 сентября 1898 года. Она жила скромной жизнью в изгнании и никогда не возвращалась в Аргентину после битвы при Касеросе, приведшей к свержению диктатуры её отца. Её активная политическая роль резко контрастировала с традициями постколониального общества, в котором женщины были ограничены домашней деятельностью.